# ジュリアン・マブンガ
ジュリアン・マブンガ（Julian Mavunga, 1990年1月24日 - ）は、ジンバブエ共和国ハラレ出身の元プロバスケットボール選手。ポジションはパワーフォワード。Bリーグで7シーズンに渡ってプレーした。

## 経歴
マイアミ大学出身。
2012年にイタリアのアンジェリコ・ビエラに入団し、プロ入り。
2013年にウクライナ・バスケットボールスーパーリーグのHoverla Ivano-Frankivskへ移籍。
NBAデベロップメント・リーグのメイン・レッドクロウズへ移籍。
2014年にリーガ・レウミットのイロニ・ナハリヤへ移籍。
2015年にコソボのシーガル・プリシュティナへ移籍。
2015年にジャパン・プロフェッショナル・バスケットボールリーグ（以下：B.LEAGUE）の滋賀レイクスターズへ移籍。
2017年7月にB.LEAGUEの京都ハンナリーズへ移籍。2018-19シーズンはアシストの規定が変更されたためアシストが大幅に増加し、リーグ1位の8.5を記録し、トリプル・ダブルを7回記録した。　
2020年7月にB.LEAGUEの富山グラウジーズへ移籍。シーズンを通して中心選手として活躍し、チームをワイルドカード上位でのチャンピオンシップへと導く。個人としてもアシストランキング1位、得点ランキング3位の成績を残す。また、リーグ最多の7度のトリプルダブルを記録した。
2022年6月30日に退団した。7月12日に宇都宮ブレックスと契約を結んだ。11月14日に契約解除した。
2023年2月8日、自身のSNSで引退を発表した。

## 人物
妹のステファニー・マブンガはWNBAの選手で、2018年にインディアナ・フィーバーで公式戦初出場、2020年にシカゴ・スカイに移籍。弟のジョーダッシュ・マブンガは2021-22シーズンにバンビシャス奈良と契約してプロ選手となった。
2016年7月、元インディアナ・フィーバーのジャネット・ポーレンと結婚した。

## 個人成績

### レギュラーシーズン
| シーズン   | チーム | GP | GS | MPG  | FG%  | 3P%  | FT%  | RPG | APG | SPG | BPG | TO  | PPG  |
| ---------- | ------ | -- | -- | ---- | ---- | ---- | ---- | --- | --- | --- | --- | --- | ---- |
| bj 2015-16 | 滋賀   | 51 | 49 | 31.0 | .515 | .377 | .738 | 9.6 | 3.5 | 0.7 | 0.8 | 2.7 | 19.5 |
| B1 2016-17 | 滋賀   | 60 | 49 | 31.9 | .447 | .357 | .717 | 8.1 | 3.5 | 0.8 | 0.7 | 3.3 | 19.5 |
| B1 2017-18 | 京都   | 47 | 11 | 15.6 | .447 | .358 | .738 | 4.8 | 4.1 | 0.8 | 0.4 | 2.4 | 15.6 |
| B1 2018-19 | 京都   | 53 | 53 | 38.3 | .430 | .321 | .753 | 8.7 | 8.5 | 1.0 | .7  | 3.7 | 21.6 |
| B1 2018-19 | 京都   | 34 | 34 | 34.8 | .469 | .298 | .719 | 6.8 | 8.7 | 1.1 | 0.6 | 4.4 | 19.4 |
| B1 2020-21 | 富山   | 53 | 52 | 34.6 | .465 | .368 | .692 | 7.4 | 7.4 | 1.0 | 0.5 | 3.8 | 20.7 |
| B1 2021-22 | 富山   | 47 | 30 | 28.0 | .424 | .317 | .640 | 5.2 | 6.1 | 0.6 | 0.4 | 3.2 | 14.7 |

### プレーオフ
| シーズン | チーム | GP | GS | MPG  | FG%  | 3P%  | FT%  | RPG | APG | SPG | BPG | TO  | PPG  |
| -------- | ------ | -- | -- | ---- | ---- | ---- | ---- | --- | --- | --- | --- | --- | ---- |
| 2018     | 京都   | 1  | 0  | 26.7 | .389 | .300 | .667 | 8.0 | 4.0 | .0  | .0  | 1.0 | 18.0 |